# Parkyakarkus
Harry Einstein (Boston, Massachusetts; 6 de mayo de 1904 – Los Ángeles, California; 24 de noviembre de 1958), conocido profesionalmente como Harry Parke y otros seudónimos, más comúnmente Parkyakarkus ( /ˌpɑːrkjəˈkɑːrkəs/ PARK-yə-KAR-kəs), fue un comediante, escritor, y actor de carácter estadounidense. Especialista en comedia dialectal griega, saltó a la fama interpretando al chef griego Nick Parkyakarkus en los programas de radio de Eddie Cantor y Al Jolson, y más tarde en su propio programa. Apareció en once películas (como Parkyakarkus o una variante cercana) entre 1936 y 1945. También fue padre de los comediantes y actores Albert Brooks y Bob Einstein (que interpretó a Super Dave Osborne y a Marty Funkhouser en Curb Your Enthusiasm).

## Vida personal e inicios actorales
Einstein nació en Boston, Massachusetts, hijo de Sarah (de soltera Klayman), que provenía de una familia judía de Rusia, y Charles Einstein, un prestamista judío de Austria que tenía un negocio de importación. Einstein asistió a la English High School de Boston.
Einstein trabajó primero como reportero de prensa, pero luego pasó a la publicidad para los Hearst Newspapers de Boston. En su tiempo libre, le gustaba hacer monólogos cómicos. Entre 1924 y 1925, se hizo popular en la radio como "El chico malo de buena familia", haciendo sketches cómicos en la emisora WEEI de Boston. También trabajó en publicidad para la Taylor Furniture Company, donde dirigía el departamento de radio. Posteriormente, continuó en el negocio de la publicidad en otra tienda de muebles de Boston, Summerfield's, mientras interpretaba comedias dialectales para sus amigos en las fiestas.
Uno de sus amigos, el director de orquesta de Boston Joe Rines, intentó convencerlo de que se dedicara a la comedia a tiempo completo, pero por entonces ya ganaba bien como director de publicidad de Kane's Furniture. Einstein finalmente accedió a aparecer en el programa de radio de Rines y creó el personaje griego de Nick Parkyakarkus para un sketch de ese programa. El personaje tuvo muy buena acogida entre los oyentes y, finalmente, llamó la atención de las cadenas nacionales. Einstein consiguió su gran oportunidad a nivel nacional cuando se le escuchó por primera vez como intérprete en el programa de radio de Eddie Cantor en 1934.
Además de actuar en el programa de Eddie Cantor a mediados y finales de la década de 1930, Einstein también fue artista invitado en el Al Jolson Show. Cuando no actuaba en la radio, participó en algunas películas cómicas durante esta época, entre ellas Strike Me Pink (1936), The Life of the Party (1937) y New Faces of 1937. Conoció a su segunda esposa, la actriz Thelma Leeds, durante el rodaje de New Faces of 1937. Él y Thelma tuvieron tres hijos (él tenía otro hijo con su primera esposa, Lillian). Durante la década de 1930, Einstein se identificó tanto con su personaje que intentó—sin éxito—cambiar legalmente su nombre por el de Parkyakarkus; pero un juez denegó su solicitud. Su estrella en el Paseo de la Fama de Hollywood lleva el nombre de su personaje en lugar del suyo propio.

## Meet Me at Parky's

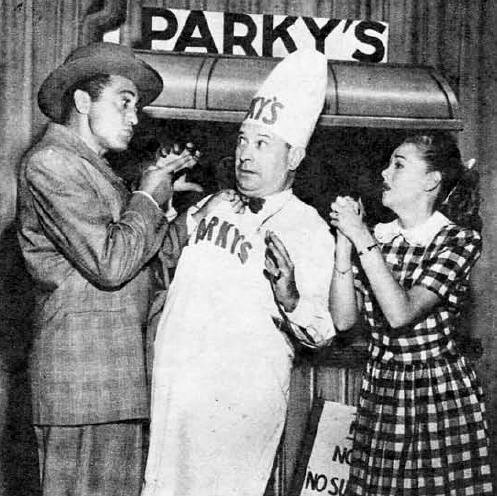
Einstein como Parky atrapado entre Sheldon Leonard y Betty Rhodes en 1948.

Como resultado de su popularidad en el programa Cantor, Einstein comenzó su propio programa de radio en 1945 llamado Meet Me at Parky's, protagonizado por el mismo personaje, el propietario de un restaurante griego llamado Nick Parkyakarkus. El programa se emitió durante dos temporadas en la NBC antes de pasar a la Mutual Broadcasting System en 1947 para una tercera y última temporada. Einstein escribió la mayoría de los guiones del programa él mismo. Sheldon Leonard, Elliott Lewis y Betty Rhodes formaban parte del reparto, y Rhodes aumentaba su apoyo actuando como cantante femenina.

## Últimos años
Einstein tenía antecedentes de enfermedades cardíacas, lo que limitaba su movilidad y resistencia. Tras la cancelación de su programa de radio, sus apariciones se limitaron en gran medida a los brindis del Friars' Club.

### Muerte
Sufrió un infarto mortal el domingo 23 de noviembre de 1958, a los 54 años, durante una cena en honor a la actriz/comediante Lucille Ball y Desi Arnaz. Después de que Einstein pronunciara su monólogo, el maestro de ceremonias Art Linkletter comentó: "Cada vez que termina, me pregunto: por qué no está en antena en horario de máxima audiencia?" Einstein se volvió hacia Milton Berle, que estaba sentado a su lado en la tarima, y le dijo: "Sí, por qué?"—y luego se desplomó sobre su regazo. El grito de Berle "Hay algún médico en la sala?" se pensó inicialmente que era una improvisación humorística (el evento era una gala benéfica para los hospitales locales y varios médicos estaban presentes), pero la gravedad de la situación se hizo evidente rápidamente.
Einstein fue trasladado entre bastidores, donde cinco médicos trabajaron para reanimarlo. Un cirujano utilizó su navaja para realizar una incisión y practicar un masaje cardíaco; otro utilizó los extremos de un cable eléctrico como desfibrilador improvisado. Dado que los demás cómicos del programa se mostraban reacios a continuar en esas circunstancias, Art Linkletter pidió a Tony Martin que cantara una canción; la desafortunada elección de Martin fue "There's No Tomorrow". Ball se acercó al micrófono y solo pudo decir, entre lágrimas: "No puedo decir nada". Arnaz, el último en intervenir, dijo: "Este es uno de esos momentos que Lucy y yo hemos esperado toda la vida, pero ahora no tiene sentido. Dicen que el espectáculo debe continuar, pero por qué debe hacerlo? Terminemos el espectáculo rezando por este hombre maravilloso que está entre bastidores y que ha hecho reír al mundo."
A pesar de dos horas de continuos intentos de reanimación por parte de los médicos voluntarios y un equipo de rescate, Einstein fue declarado muerto a la 1:20 a. m. del 24 de noviembre. La noticia de su muerte fue el titular de la portada del Los Angeles Times esa misma mañana. Al funeral de Einstein asistieron 300 personas. Tras el elogio fúnebre de George Jessel, Einstein fue enterrado en el mausoleo Home of Peace de Los Ángeles.

### Repercusiones
Se ha argumentado que Albert Brooks, que tenía 11 años cuando murió Einstein, ha lidiado con el trauma de la muerte de su padre a través de viñetas en sus películas. Por ejemplo, al principio de Defending Your Life (1991), el personaje de Brooks, Daniel Miller, recientemente fallecido, se encuentra en un club nocturno del más allá, viendo a un comediante terrible. "Cómo moriste?", le pregunta el cómico; Albert responde: "En el escenario, como tú." Más tarde, el personaje de Meryl Streep invita a Albert a marcharse con ella. "No puedo," dice él, señalando hacia el escenario. "Ese es mi padre."
En el episodio de la temporada 9 de Comedians in Cars Getting Coffee, "It's Not So Funny When It's Your Mother", su hijo Bob Einstein le cuenta al presentador Jerry Seinfeld que el incidente de la muerte de su padre en el escenario del Friars Club, cuando Bob Einstein tenía 16 años, le hizo dejar de actuar durante muchos años. En concreto, le ofendió mucho que tanto Milton Berle como George Jessel interpretaran sus rutinas cómicas como elogios fúnebres en el funeral de Harry Einstein, ya que lo consideró una falta de sensibilidad, lo que le hizo sentir incómodo con la comedia. El episodio incluía un extracto, que cubría los acontecimientos del fallecimiento de Harry Einstein, de la película documental Let Me In, I Hear Laughter - A Salute To The Friars Club, dirigida por Dean Ward (guionista).

## Familia
Einstein fue padre de cuatro hijos: el escritor Charles Einstein (de su primer matrimonio con Lillian Anshen), los comediantes Albert Brooks y Bob Einstein, y el ejecutivo publicitario Clifford Einstein (de su segundo matrimonio con la actriz Thelma Leeds). Harry y Lillian se divorciaron en 1929.

## Filmografía
- Strike Me Pink (1936) - Parkyakarkus (acreditada como Parkyakarkus)
- New Faces of 1937 (1937) - Parky (acreditada como Parkyakarkus)
- The Life of the Party (1937) - Parky (acreditada como Parkyakarkus)
- She's Got Everything (1937) - Nick Zyteras (acreditada como Parkyakarkus)
- Night Spot (1938) - Gashouse (acreditada como Parkyakarkus)
- A Yank in Libya (1942) - 'Parky' Parkyarkarkus (acreditada como Parkyakarkus)
- Sweethearts of the U.S.A. (1944) - Parky (acreditada como Parkyakarkus)
- Movie Pests (cortometraje) (1944) - Plaga que se alimenta de cacahuetes (sin acreditar)
- The Yanks Are Coming (1942) - Parky (acreditada como Parkyakarkus)
- Earl Carroll Vanities (1945) - Walter (acreditada como Parkyakarkus)
- Out of This World (1945) - Gus Palukas (acreditada como Parkyakarkus)
- No Time at All (1958) - Mr. Laurie (acreditada como Parkyakarkus) - episodio en "Playhouse 90", Una serie de televisión emitida en 1958